# Tanah Harapan
Tanah Harapan is een bestuurslaag in het regentschap Muko-Muko van de provincie Bengkulu, Indonesië. Tanah Harapan telt 1672 inwoners (volkstelling 2010).